# بسیار لذت‌بخش، کاملاً مرده
بسیار لذت‌بخش، کاملاً مرده (انگلیسی: So Sweet, So Dead) یک فیلم دلهره‌آور جالو است که در سال ۱۹۷۲ منتشر شد.

## بازیگران
- فارلی گرنجر
- سیلوا کوشچینا
- آنابلا اینکنتررا
- فمی بنوسی
- لوچانو روسی
- نیه‌بس ناوارو
- بنیتو استفانلی
- فیلیپ ارسن
- کریس آورام
- آندرئا اسکوتی
- ایوانو استاچولی
- سیلوانو ترانکوئیلی
- جسیکا دابلین
- اولا یوهانسن
- کریستا نل